# Maurice Bouval
Maurice Bouval (9. března 1863 v Toulouse – 20. března 1916 v Paříži) byl francouzský sochař období secese. Byl žákem Alexandra Falguièra a svá díla obvykle podepisoval M. Bouval.

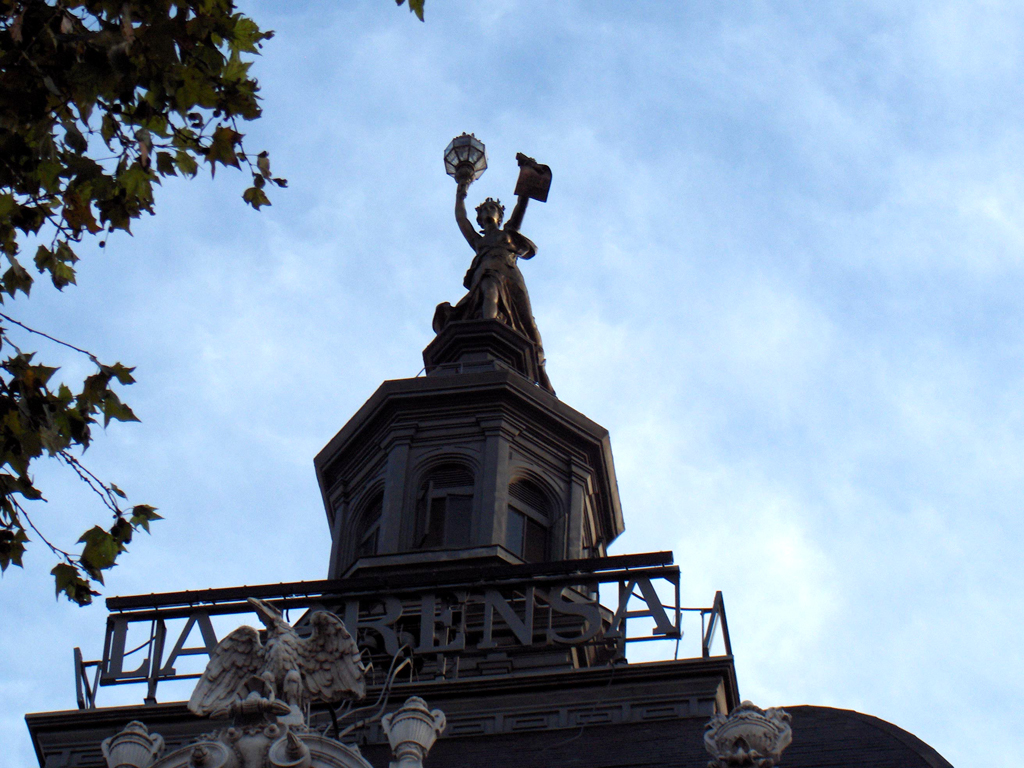
Socha na věži Casa de la Cultura v Buenos Aires

Od roku 1880 do první světové války vytvořil velké množství bronzových soch a předmětů, zejména lustrů, svícnů a stolních lamp. Jeho hlavní díla jsou Ophelia, Femme assise, Jeune femme, Le Sommeil, Femme aux pavots, Le Secret et la Pensive. Zúčastnil se Světové výstavy v Paříži v roce 1889 a byl členem uměleckého sdružení Société des Artistes Français.